# Лох-Корріб
Лох-Корріб (англ. Lough Corrib, ірл. Loch Coirib) — озеро на заході Ірландії. Річкою Корріб сполучене з Атлантичним океаном. Є другим за величиною озером в Ірландії. Площа становить близько 165.6 км², найбільша глибина — 10 м.
Будучи міжнародно визнаним для туристів та рибалок, у наші часи озеро здобуло сумну славу через деякі інциденти. На початку 2007 року у воді з озера було виявлено паразит криптосподій у значній кількості, що призвело до забруднення води, що постачалася до міста Голуей та поширення криптоспоридіозу. Інший небажаний гість — вкрай стійкий вид фігурних водоростей (Lagarosiphon major), що знищує рибні ареали.
Вільям Уайльд, батько Оскара Уайльда, написав книжку про озеро, вперше видану 1867 року. Він побудував садовий літній будинок на берегах озера, названий Мойтура-Хаус (англ. Moytura House).

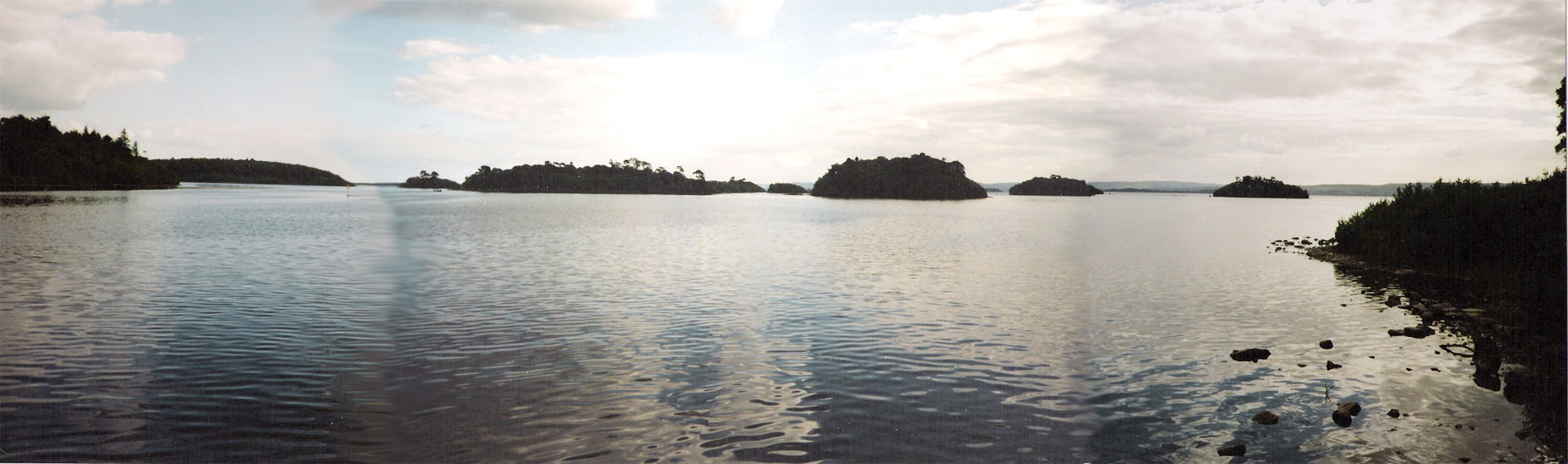
Вигляд озера

## Галерея

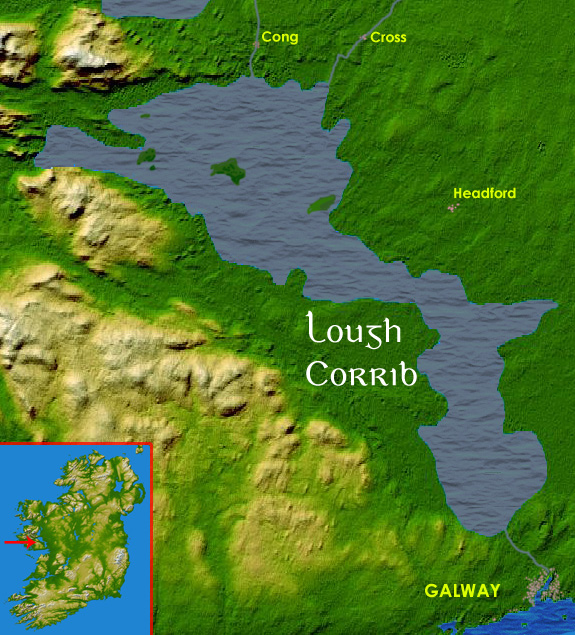
Тривимірна карта озера
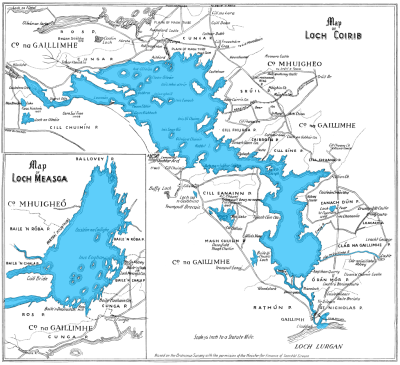
Карта 1846 року